# 에린 왕국 편년사

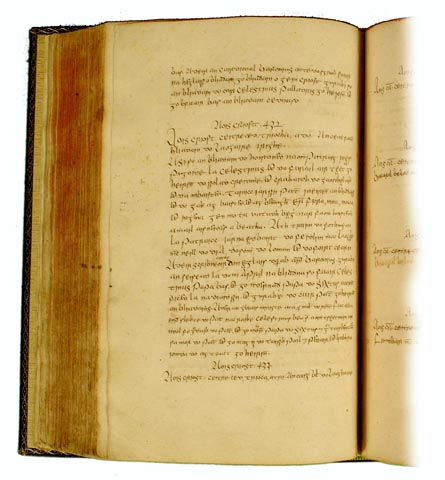
편년사의 기원후 432년 부분.

《에린 왕국 편년사》(아일랜드어: Annála Ríoghachta Éireann 아날라 리가크타 에이렌, 영어: Annals of the Kingdom of Ireland)는 중세 아일랜드의 편년사이다. 노아의 대홍수를 천지창조 이후 2,242년이 지났을 때로 비정하고 그때부터 기원후 1616년까지의 역사 또는 신화를 기록했다.
미켈 오 클레리그, 쿠 코그크리케 오 클레리그, 페르페사 오 마올 코나레, 페레그리네 오 두브겐난 4명의 수도사가 그 이전까지의 사료들을 모아서 정리해 저술했다. 이들 중 프란치스코회에 소속된 탁발승은 미켈 한명 뿐이었지만 "탁발승 4인"으로 알려져 《탁발승 4인의 편년사》(아일랜드어: Annála na gCeithre Máistrí 아날라 나 그케흐레 마스트리, 영어: Annals of the Four Masters)라고도 한다.
아일랜드어로 쓰여졌으며, 트리니티 대학교, 아일랜드 왕립학회, 유니버시티 칼리지 더블린, 아일랜드 국립도서관 등지에 필사본이 보존되어 있다.